# Chapelle des Pénitents de Pont-Saint-Esprit
Pour les articles homonymes, voir Chapelle des Pénitents.
La chapelle des Pénitents de Pont-Saint-Esprit  est une chapelle située à Pont-Saint-Esprit dans le département français du Gard et la région Occitanie.

## Historique
La chapelle à nef unique a été construite entre 1647 et 1657. Elle était dédiée à saint Jean-Baptiste comme le montre la statue du saint placée dans la niche située au-dessus du portail. Elle abritait les Pénitents des anciennes confréries des Pénitents blancs, bleus et noirs qui assistaient notamment les familles lors d’un deuil. 
Durant la Révolution, la chapelle a servi de lieu de réunion pour un club révolutionnaire avant de revenir aux Pénitents. La balustrade qui couronne la façade a été construite au XIXe siècle. Le clocher a été ajouté en 1840.
Elle a servi de salle de spectacle dans les années 50 avant d'être quasiment abandonnée. Elle est redevenue un théâtre en 2012 sous le parrainage de Pierre Arditi.

## Protection
La façade de la chapelle a été inscrite au titre des monuments historiques en 1939, et la totalité de la chapelle en 2005.